# Rhein-Neckar-Skater
Die Rhein-Neckar-Skater sind ein eingetragener Verein zu Pflege und Förderung des Inlinesports in der Metropolregion Rhein-Neckar. Der Verein wurde 2008 gegründet und hat seinen Sitz in Mannheim.
Der Verein ist Veranstalter der Skatenights in Ludwigshafen und Mannheim und hat an der Radrennbahn in Mannheim eine 200-m-Bahn angelegt, auf der Speed-Skating-Rennen ausgetragen werden. Außerdem hat der Verein in der Region Strecken für Inline-Touren ausgewiesen und betreibt eine Skateschule für Kinder und Erwachsene.
2018 hatte der Verein etwa 200 Mitglieder, die u. a. auch in Rennteams, z. B. im Rahmen des Baden-Württemberg Inline Cup (BWIC), antreten. In der Saison 2019 belegten Sportlerinnen der Rhein-Neckar-Skater in der BWIC-Wertung Speed Rang 1 sowie insgesamt 4 Plätze in den Top 10, was in der Teamwertung Rang 2 bedeutete.